# La Raya de Calobre
La Raya de Calobre è un comune (corregimiento) della Repubblica di Panama situato nel distretto di Calobre, provincia di Veraguas. Si estende su una superficie di 33,6 km² e conta una popolazione di 496 abitanti (censimento 2010).